# Julus carnifex
Julus carnifex är en mångfotingart som beskrevs av Fabricius 1775. Julus carnifex ingår i släktet Julus och familjen kejsardubbelfotingar. Inga underarter finns listade i Catalogue of Life.